# Fokker F.VII
El Fokker F.VII va ser un dels avions de passatgers més utilitzats en les línies aèries d'Europa i els Estats Units durant els anys 1920 i 1930. La seva bona capacitat de passatgers, per l'època, de 10 places va fer créixer l'ús de l'aviació civil.
També fou utilitzat durant la Guerra civil espanyola, inicialment com a part de les Forces Aèries de la República Espanyola (FARE). Després alguns dels aparells foren capturats pel bàndol rebel que el van fer servir per al pont aeri junt amb els Junkers Ju 52.

## Història
Durant la Primera Guerra Mundial el dissenyador holandès Fokker va treballar àrduament pels alemanys. Un cop acabada la guerra retornà als Països Baixos per dedicar-se plenament a la fabricació d'avions de passatgers. Amb la col·laboració de l'enginyer Walter Rethel va dissenyar l'avió monomotor de transport Fokker F.VII, amb espai per a sis persones i dissenyat per donar servei a les rutes de llarga distància de KLM, fent el seu primer vol el gener de 1924. D'aquesta primera versió tan sols es van fer cinc unitats, ja que resultava massa lenta i per això es va desenvolupar la versió F.VIIa de vuit seients en el que l'energia provenia d'un motor Packard Liberty de 12 cilindres en V, que donava 420 CV, construït amb llicència per Gnome-Rhône a França, proporcionant major velocitat i potència física que al F.VII i que va volar per primer cop el 12 de març de 1925.
Anthony Fokker va desenvolupar la versió trimotor amb tres motors de 200 CV cadascun, el F.VIIa-3m, seguint unes especificacions de KLM que demanava la capacitat de poder portar 10 passatgers amb un dels tres motors apagats. Amb aquest model va guanyar el 1925 la cursa d'avions organitzada per Henry Ford anomenada Ford Reliability Tour. També va crear als Estats Units l'empresa subsidiària Atlantic Aircraft Corporation, per atendre les comandes d'aquest mercat. Al retornar a Amsterdam va ordenar l'inici de la producció del model trimotor.
Era un avió esvelt de fabricació mixta en fusta i metall. El fuselatge constava de llarguers principals i quadernes d'acer, folrades de tela i contraplacat. L'ala era de configuració alta i construcció de fusta recoberta de tela molt resistent que eliminava qualsevol forma de suport extern, ja que no li calia. En els models trimotors, hi penjaven dues góndoles que suportaven els motors en estrella, d'aquí també sortien els amortidors de les dues rodes del tren d'aterratge. Aquest era de tipus fix, amb riostes articulades al fuselatge. Els seients de passatgers eren de vímet, per augmentar el confort i lleugeresa d'aquests, i estaven distribuïts en dues fileres a cada banda de l'aparell, tots amb visió a les finestres de l'aeronau.

### Fets històrics
- 9 de maig de 1926: Vol al pol Nord a bord de l'avió batejat com Josephine Ford tripulat per Richard E. Bird i Floyd Bennett. Aquest avió està exposat actualment al museu Henry Ford Museum[8]

- 15 de juny de 1927: el milionari dels Estats Units W. Van Lear Black lloga a la KLM un avió per anar d'Amsterdam fins Batàvia (actual Jakarta, Indonèsia), sota el comandament del capità G. J. Geysendorfer l'avió va recórrer entre l'anada i la tornada més de 30.100 km, i va constituir el primer vol Charter. Va retornar a Amsterdam el 23 de juliol.

- El 29 de juny de 1927: l'avió America, un Fokker C-2, la versió militar del F.VIIa-3m, amb matrícula NX-206, surt dels camps de l'illa Roosevelt als Estats Units amb destinació París carregat d'aparells científics amb l'objectiu de realitzar el primer vol de correu transatlàntic. La tripulació estava formada per 4 membres: el comandant Richard E. Bird, els pilots Bert Acosta i Bernt Balchen i per acabar Lieutenant George O. Noville. Que després d'envolar-se amb un temps magnífic van tenir una travessia horrible, ja que es va avariar la ràdio i el compàs de navegació i van haver d'aterrar al mar, l'1 de juliol, just a unes 300 iardes de Normandia, per manca de combustible. L'avió va quedar destruït però els quatre tripulants van sobreviure.[5]

- 31 de maig de 1928: L'aparell Southern Cross, un F.VIIb-3m amb els motors de 200 CV del F.VIIa-3m, comandat per l'australià Sir Charles Kingsford-Smith, amb Charles Ulm com a copilot, van realitzar el vol des d'Oakland (Califòrnia) fins a Brisbane (Austràlia) fent escala a Honolulu i Fiji, cobrint 11.890 Km. en 83 hores i 38 minuts.[5]

- 4 de juliol de 1928. El financer belga Alfred Loewenstein va saltar en ple vol del seu trimotor Fokker F.VII privat sobre el canal de la Mànega quan feia el trajecte entre Londres i Brussel·les i morí instantàniament.[9] Declarat un suïcidi, han persistit rumors d'haver estat un assassinat, descartant-se l'accident.

- Juny de 1929: el Bird of Paradise, un Fokker C-2, de la Marina dels Estats Units d'Amèrica, tripulat pel pilot Lester J. Maitland i el navegant Albert F. Hegenberger van volar de San Francisco (Califòrnia), fins a Honolulu (Hawaii), essent una gran gesta del moment, ja que volaven sense referències terrestres per sobre l'oceà.[10]

- De l'1 al 7 de gener de 1929: el Question Mark estableix el rècord de permanència a l'aire, al volar durant 151 hores sobre Los Angeles, fent servir per primer cop l'abastiment de combustible en vol, preconitzat per Smith i Richter en 1923.

- 1929: altra vegada Richard E. Bird munta una expedició, aquesta vegada a l'Antàrtic per fer el pol Sud, que des de les expedicions de Roald Amundsen i Robert Falcon Scott ja feia 11 anys que no es visitava, amb 80 homes unes desenes de gossos i tres avions, un d'ells el Fokker Pol Sud, que es va perdre en una tempesta de vent, van arribar al pol Sud el 29 de novembre de 1929.

- 1931: Mort en estavellar-se un Fokker en el que viatjava el famós entrenador de futbol americà Knut Rockne. Després es va veure que l'accident es va produir perquè s'havia podrit la fusta de l'ala.

## Dades Tècniques (Fokker F.VIIa)
- Llargada : 14,35 metres

- Amplada : 19,30 metres

- Alçaria : 3,90 metres

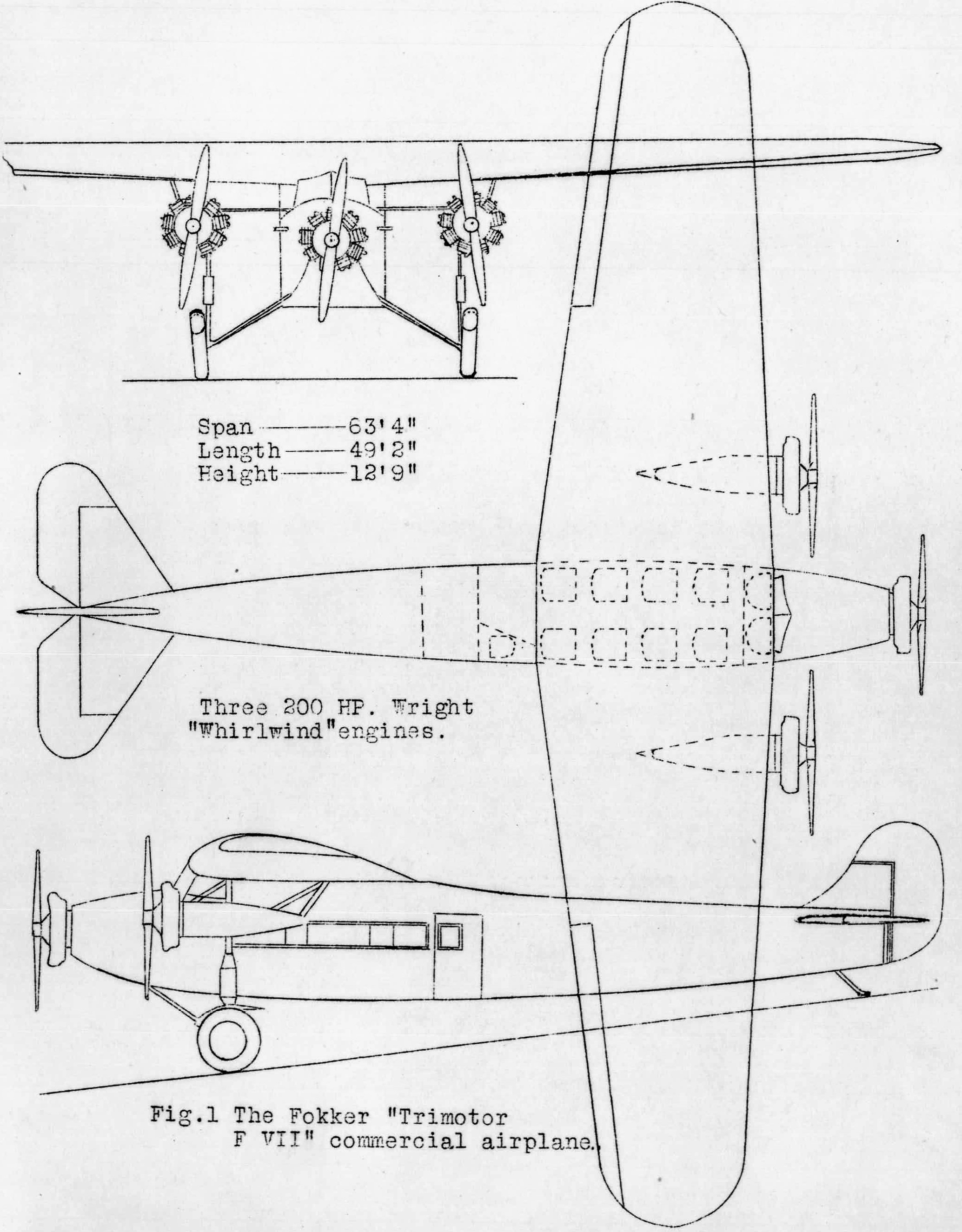
Fokker F.VII

- Pes en buit : 1.950 kilograms, Pes a l'envol : 3.650 kilograms

- Velocitat màxima : 185 km/h, Velocitat de creuer : 155 km/h

- Sostre de vol : 2.600 metres, Autonomia : 1.160 kilòmetres

- Tripulació : 2 pilots, Capacitat : 10 passatgers[11]

- Armament : fins a 250 kg de bombes als costats del fuselatge

## Teatres d'operacions

### Espanya
Segons les fonts consultades a Espanya hi havia uns 15 avions, 5 amb ús civil a línia aèria LAPE (Líneas Aereas Postales Españolas). I 10 de militars, 4 a Larache i 6 a Getafe, els quals no es trobaven tots operatius a l'inici de la Guerra Civil espanyola. Els revoltats van fer servir 3 aparells capturats (1 de Larache i 2 de Tablada a Sevilla) per al pont aeri sobre l'Estret de Gibraltar. Per aquesta finalitat també s'utilitzaren Dornier Do J Wal de Melilla i els dos Junkers Ju 52 donats pel govern alemany. Posteriorment hi ha vendes de material sobrant per part de CIDNA (1 aparell als republicans) i KLM (2 aparells als revoltats).
Tots els aparells republicans es perden per manca de peces de recanvi o en accidents d'aterratge, només un va ser abatut per foc enemic. Mentre que en el bàndol revoltat 2 es perden en ser abatuts, 2 més en accidents d'aterratge i la resta es fan servir com escola de tripulants i observadors a Tablada (Sevilla).

### Holanda
La KLM el va utilitzar per als vols d'Amsterdam a Batàvia (actual Jakarta, Indonèsia) des de l'1 d'octubre de 1924, quedant establerta com una de les rutes aèries de les més llargues per la seva època. Aquesta ruta es va mantenir fins a l'esclat de la Segona Guerra Mundial. Mostra de la fiabilitat de l'avió en va ser l'ús intensiu per a vols des d'Europa a les distants colònies holandeses.

### Altres Teatres d'Operacions
- Alemanya a la Det Danske Luftfartselskap hi van operar tres avions F.VIIa.

- Bèlgica SABENA va operar 28 avions.

- Croàcia Zrakoplovstvo Nezavisne Države Hrvatske Aparells militars.

- Estats Units a part de ser el major operador American Airways, després es convertiria en American Airlines, la TWA i la Pan Am, junt amb les forces armades d'aquest país van utilitzar aquest avió.

- França A CIDNA (Compagnie Internationale de Navigation Aériene) i havien set aparells, i les línies aèries Star Airlines (actualment XL Airways France) operaven 1 aparell cadascuna.

- Finlàndia La Força Aèria Finesa va operar un aparell de la Creu Roja.

- Hongria Les línies aèries Malet (actualment MALÉV) operaven 2 avions F.VIIa.

- Iugoslàvia Les Reials Forces Aèries Iugoslaves, operaven versions militars.

- Polònia Les línies Aero van operar un aparell durant un curt període de 1928, que després l'1 de gener de 1929 va ser traspassat a la línia Poskie Linie Lotnicze LOT i en aquesta línia aèria van operar 6 F.VIIa i 13 F.VIIb/3m entre 1929 i 1939.

- Portugal La Aero Portuguesa operava 1 F.VIIb/3m.

- Suïssa Ad Astra Aero 1 avió. Swissair operava 1 F.VIIa i 8 F.VIIb/3m.

- Txecoslovàquia Forces Aèries Txecoslovaques.

## Models
- F.VII: Primera presèrie de 6 aparells monomotors. El primer envol l'1 de febrer de 1924

- F.VIIa: Sèrie de monomotors, el primer amb Packard Liberty de 12 cilindres en V, que donava 420 CV, el primer envol el 12 de març de 1925. La resta, equipats amb 9 cilindres en estrella Bristol Jupiter o Pratt & Whitney Wasp, molts d'ells després transformats a F.VIIa/3m[5].

- F.VIIa/3m: Addició de 2 motors sota les ales, resultant 3 motors de 9 cilindres en estrella Wrigth J-4 Whirlwind de 200 CV cadascun, molts F.VIIa, van ser transformats a aquest model (probablement 18 aparells).

- F.VIIb/3m: Serie de 154 aparells, inclosos els fabricats sota llicència, amb les ales de major envergadura i motors Whirlwind de 300-330 CV.[5]

- F.9: Denominació americana pels F.VIIb/3m fabricats per Atlantic Aircraft Corporation.

- F.10: Versió més gran per ampliar la cabuda fins a 12 passatgers, fabricat per Atlantic Aircraft Corporation.

- C-2: Versió militar del F.9. Equipat amb 3 Wrigth J-5 de 220 CV. Comptava amb una cabina de comandament allargada i molt inclinada cap endavant, així com, amb una petita hèlix sota el fuselatge que accionava un generador d'energia elèctrica.[5]

- C-2A: Model del C-2 amb les ales més grans.

- XC-7: Un C-2A experimental amb 3 motors Wrigth J-6-9 de 330 CV.

- C-7: Denominació per la transformació de 4 C-2A i l'experimental XC-7 amb 3 motors Wright R-975 de 300 CV l'any 1931.

- C-7A: 6 aparells del model C-7 amb ales allargades, nou timó i fuselatge del F.10.

- XLB-2: Model experimental de bombarder lleuger, derivat del C-2, amb motors Pratt & Whitney R-1380.

- TA-1: 3 aparells de transport militar pel Cos de Marines dels Estats Units d'Amèrica i la Marina dels Estats Units d'Amèrica.

- TA-2: 3 aparells de transport militar per la Marina dels Estats Units d'Amèrica.

- TA-3: 1 avió per la Marina dels Estats Units d'Amèrica, amb motors Writhe J-6.

- RA-1: Nova denominació pel TA-1

- RA-2: Nova denominació pel TA-2

- RA-3: Nova denominació pel TA-3

### Fabricats sota Llicència
- Bèlgica La Société Anonyme Belge de Constructions Aéronautiques (SABCA) va construir 29 aparells

- Espanya 3 aparells fabricats

- Itàlia 3 aparells amb denominació IMAM Ro.10.

- Polònia E.Plage & T.Laskiewicz van construir 11 aparells F.VIIb de passatgers per LOT Polish Airlines i 20 bombarders domèstics (disseny de Jerzy Rudlicki)

- Regne Unit Avia va fabricar 18 aparells

- Txecoslovàquia 14 aparells fabricats per Avro sota el nom de 618 "Ten", anomenat així pels 10 seients de què disposava, modificat amb motors radials Armstrong Siddeley Lynx.[5]

## Aparells Conservats
- Al museu Henry Ford Museum de Dearborn (estat de Michigan) s'exposa el Josephine Ford.[15]

- Un F.VIIa s'exposa al museu Verkehrshaus der Schweitz Museum a Lucerna (Suïssa).

- Un altre F.VII s'exposa al Nationaal Luchtvaart – Themapark Aviodrome de Lelystad (Països Baixos).[16]
- El Southern Cross de Charles Kingsford-Smith està exposat a l'edifici Kingsford-Smith Memorial, a l'aeroport de Brisbane, Queensland, Austràlia.[5]